# Ца-Кале
Ца-кале — башенный комплекс (чечен. Це Кхел, Це-Калой, ЦIекхаьл), в самом северном селении Майсты — Цекалой.

## Описание
Это оборонительный комплекс замкового типа, состоящий из одной сохранившейся боевой башни, двух полубоевых и семи жилых строений. Боевая и жилые башни образуют замок, в древности обложенный каменной стеной. На стенах башен сохранились петроглифы. К северо-западу от комплекса расположено мусульманское кладбище.
В конце 1927 — начале 1928 года на территории Итум-Калинского района проводил исследования австрийский этнолог Бруно Плечке. Он осмотрел в Майсте башни с петроглифами, «город мертвых» Васеркел, Цекалойские башни, замковый комплекс в селе Пого, состоящий из боевой и нескольких жилых башен. В 1977 году исследования башенного комплекса Ца-кале проводил историк, археолог В. П. Кобычев.
Вплоть до выселения чеченцев Ца-Кале был населен людьми. Комплекс находится вдали от дорог, в безлюдной и труднодоступной части пограничного района Чеченской Республики. Недалеко находится древнее поселение Васеркел.